# Uvira
Uvira är en stad i provinsen Södra Kivu i östra Kongo-Kinshasa, vid Tanganyikasjöns nordspets. Det är provinsens andra största stad efter huvudstaden Bukavu, med omkring 170 000 invånare (2005). Uvira upphöjdes från cité (ungefär småstad) till ville 2018, och den första borgmästaren tillträdde i februari 2019.
I Uvira ligger Kalunduhamnen med trafik till Tanzania och Burundi. Det är omkring 12 mil mellan Bukavu och Uvira.